# Асадуллаев, Чингиз Рауф оглы
Чингиз Рауф оглы Асадуллаев (азерб. Əsədullayev Çingiz Rauf oğlu; род. 25 августа 1960 году, Сумгаит, Азербайджанская ССР) — государственный и политический деятель. Депутат Милли меджлиса Азербайджанской Республики III, IV созывов.

## Биография
Родился Чингиз Асадуллаев 25 августа 1960 году в городе Сумгаите, ныне Республики Азербайджан. После окончания средней школы, поступил и завершил обучение на финансово-кредитном факультете Азербайджанского института народного хозяйства. Является вице-президент Ассоциации банков Азербайджана, председателем наблюдательного совета Бакинской фондовой биржи и Попечительского совета фонда Людвига инвестиций. В совершенстве владеет русским и английским языками. 
С 1979 года работал экономистом, ведущим экономистом в Азербайджанской конторе Государственного Банка СССР, с 1986 года трудился в должности начальника отдела в Азербайджанском государственном аграрно-промышленном комитете, затем работал главным экономистом в объединении "Азериттифаг", позже заместителем начальника управления. С 1990 года работал вице-президентом Бакинского потребительского общества, исполнительным директором советско-германского предприятия "Нефтеко", с 1991 года - вице-президент акционерного общества "Туран". С 1992 года являлся председателем правления акционерного инвестиционного банка "Азеригазбанк". С 1997 года был председателем наблюдательного совета акционерного инвестиционного банка" Азеригазбанк", с 2007 года - председатель наблюдательного совета Фонда страхования вкладов Азербайджанской Республики. 
Чингиз Асадуллаев избирался депутатом Милли Меджлиса Азербайджанской Республики III и IV созывов. Был заместителем председателя комитета Милли Меджлиса по экономической политике, а также руководителем рабочей группы по межпарламентским связям Азербайджан-Великобритания, членом рабочих групп по межпарламентским связям Азербайджан-Объединенные Арабские Эмираты, Азербайджан-Индонезия, Азербайджан-Кувейт, Азербайджан-Латвия, Азербайджан-Узбекистан, Азербайджан-Таиланд. Выполнял обязанности заместителя председателя комитета по парламентскому сотрудничеству Европейский Союз-Азербайджан.